# 标溪乡
标溪乡，是中华人民共和国浙江省丽水市景宁畲族自治县下辖的一个乡镇级行政单位。

## 行政区划
标溪乡下辖以下地区：
预章村、枫林口村、叶谢村、东车村、何庄村、马山村、处基村、岱头村和标溪村。